# Ezequiel Martínez Estrada
Ezequiel Martínez Estrada (San José de la Esquina, 14 de septiembre de 1895 - Bahía Blanca, 4 de noviembre de 1964) fue un escritor, poeta, ensayista, crítico literario y biógrafo argentino. 
Recibió dos veces el Premio Nacional de Literatura: en 1932, por su obra poética, y en 1937, por el ensayo Radiografía de la pampa. Miembro fundador de la Sociedad Argentina de Escritores (SADE), se desempeñó como presidente de esta organización en dos ocasiones, de 1933 a 1934 y de 1942 a 1946. En 1960 obtuvo el Premio Casa de las Américas por su ensayo Análisis funcional de la cultura. 
A pesar de que su obra no fue bien recibida durante su vida, ha sido reivindicada póstumamente por autores y estudiosos como Jorge Luis Borges, Julio Cortázar, Noé Jitrik, Horacio González, David Viñas, Juan José Saer, Pedro Luis Barcia, Gregorio Weinberg, Pedro Orgambide, Liliana Weinberg, Nidia Burgos y Adriana Lamoso.

## Biografía

### Primeros años y formación
Nació el 14 de septiembre de 1895 en San José de la Esquina, un pueblo ubicado en el departamento Caseros de la provincia de Santa Fe, siendo el mayor de tres hermanos. A los cinco años, su familia se trasladó a la localidad de Goyena, en el sudoeste de la provincia de Buenos Aires, donde su padre abrió un almacén de ramos generales. Poco se sabe de estos primeros años, salvo lo que el mismo autor escribió en una carta a Victoria Ocampo, en la que recuerda su infancia vista desde su característica melancolía, y reivindica su condición de autodidacta, algo que defenderá toda su vida:

Mis primeras lecturas extensas fueron el Quijote, la Historia de España de Lafuente y Misericordia de Galdós. Durante el tiempo de esas lecturas, muchas tormentas y anocheceres y espléndidos soles se intercalaron en sus páginas. Rigurosamente autodidacto, no tuve otro maestro ni guía que mi propio afán de leer.

En 1907, con apenas doce años y ante la separación de sus padres, viajó a Buenos Aires, donde vivió con su tía Elisa y estudió en el Colegio Avellaneda. Por razones económicas tuvo que interrumpir sus estudios y comenzó a trabajar en el Correo Central de Buenos Aires, donde permaneció desde 1914 hasta su retiro en 1946.

### Comienzos de su carrera literaria
Fuera de algunos artículos aparecidos en revistas, en el primer período de la obra estradiana predominó la poesía. Así, en 1918 apareció Oro y piedra, al que siguieron Nelifelibal (1922), Motivos del cielo (1924), Argentina (1927) y Humoresca (1929), con la que obtuvo el Premio Nacional de Literatura, además de Títeres de pies ligeros, obra dramática escrita en verso. Con una importante influencia de poetas modernistas, parte de la difusión y aceptación de su obra se debió al apoyo de Leopoldo Lugones, que actuó como padrino literario del joven poeta.
En 1921 contrajo matrimonio con Agustina Morriconi, una artista plástica italo-argentina, quien lo acompañó el resto de sus días. Desde 1924 y hasta 1945 fue profesor en el Colegio Nacional de La Plata, donde entre sus alumnos se contaron varias futuras personalidades de la cultura y las ciencias, como el médico René Favaloro —con quien mantuvo amistad hasta su muerte— y los escritores Ernesto Sabato y Enrique Anderson Imbert. Alrededor de 1928 conoció a Horacio Quiroga, de quien se hizo íntimo amigo y llegó a dedicarle un libro años después. En 1937, con el dinero de sus premios literarios, adquirió un campo en Goyena.
A pesar de la buena recepción inicial, su producción poética temprana no tardó en recibir comentarios negativos de algunos críticos, acusándola de anacrónica por adscribirse a un movimiento que por entonces ya se encontraba en retirada.

### El pensador del ser nacional
Pese al reconocimiento que se había ganado como incipiente poeta, en las dos décadas siguientes, Martínez Estrada abandonó la lírica, volcándose a géneros como la narrativa, el teatro y, muy especialmente, la ensayística. Esta última sería la que le proporcionaría su reputación como pensador nacional, plasmando sus ideas tanto en estudios críticos de textos literarios como en un tipo de ensayo de ideas, de corte antropológico-sociológico-psicológico.
En esta línea, en 1933 publicó su obra más reconocida, Radiografía de la Pampa, un texto en el que Martínez Estrada encara un análisis de la condición y la naturaleza argentina, a través de elementos geográficos, históricos y culturales, desde una perspectiva fatalista y pesimista (que reiteraría en obras posteriores). Con esta obra inició una serie de publicaciones en las que reflexiona sobre la psicología y el carácter de su país, desde una crítica a las tesis de Sarmiento, tomando también ideas de Georg Simmel, Oswald Spengler y Sigmund Freud. Así, en 1940 apareció La cabeza de Goliat, complemento de su obra anterior, en el que analiza la «fisiología» de la ciudad de Buenos Aires y critica el tradicional centralismo porteño. Quince años más tarde, le escribió una carta abierta al presidente de facto Pedro Eugenio Aramburu, sugiriéndole el traslado de la capital a Bahía Blanca, anticipándose al Proyecto Patagonia que el presidente Raúl Alfonsín intentó concretar sin éxito en la década de 1980.
Dos años más tarde, viajó a Estados Unidos, experiencia que volcó en su Panorama de los Estados Unidos, notas de viaje publicadas póstumamente. 
Desde 1946 comenzó a colaborar en la revista Sur, dirigida por Victoria Ocampo, que agrupaba a varias de las mejores plumas de la época (Jorge Luis Borges, Adolfo Bioy Casares, Silvina Ocampo, José Bianco, etc.). A lo largo de la década del cuarenta, publicó varios textos críticos: Panorama de las literaturas (1946), compendio de sus clases dictadas en el Colegio Nacional de La Plata; Nietzsche, filósofo dionisiaco (1947), ensayos dedicados al filósofo alemán; y otros textos que continúan en la indagación de la condición argentina: Sarmiento (1946) y Los invariantes históricos del Facundo (1947), dedicados a analizar las ideas y la obra del escritor sanjuanino; y la que quizá haya sido su obra más ambiciosa: Muerte y transfiguración de Martín Fierro (1948), vasto estudio sobre el poema de José Hernández editado en dos volúmenes.
En 1949 se instaló en Bahía Blanca, en una casa sobre la avenida Alem 908, actualmente sede de la fundación que lleva su nombre, y que se conserva como museo y archivo del escritor. Además, avaló la creación en Mendoza de la revista Voces, fundada —junto con un grupo de intelectuales— por el novel pintor Enrique Sobisch, artista ulteriormente reconocido a nivel internacional.
Tras la publicación de otro ensayo biográfico, El mundo maravilloso de Guillermo Enrique Hudson (1951), Martínez Estrada sufrió una «neurodermatitis melánica», una afección de origen psicosomático que lo mantuvo postrado durante cuatro años en ámbitos hospitalarios y olvidado por casi todos, a excepción de Victoria Ocampo, que lo visitó con asiduidad.
Después del golpe de Estado que derrocó a Perón en 1955, y mediante terapias de sueño prolongado,[cita requerida] su salud mejoró, tras lo cual retomó la escritura con una serie de encendidos escritos políticos, llamados Catilinarias. Entre ellos, se destaca ¿Qué es esto? (1956), un texto sociólogico como intento de comprender al peronismo. A diferencia de la mayoría de los políticos e intelectuales de ese momento, que creían que con el derrocamiento de Perón su movimiento desaparecería, Martínez Estrada sostenía que el peronismo perduraría, y que la Argentina tendrá «preperonismo, peronismo y posperonismo para cien años más».
En 1957 asumió la presidencia de la Liga Argentina por los Derechos del Hombre, la cual sería clausurada por la dictadura de Aramburu en junio de ese añoEse año también publicó tres piezas teatrales bajo el título Tres dramas, y El hermano Quiroga, una biografía crítica dedicada a su amigo, muerto veinte años antes.

### Viaje a Cuba y años finales
En 1959 Martínez Estrada volvió a la poesía con dos colecciones de aforismos: Coplas del ciego y Otras coplas del ciego. Mientras tanto, viajó a Chile y a Viena, donde conoció al poeta cubano Nicolás Guillén. Desalentado por el poco eco que tenían sus ideas entre la clase política y la intelectualidad, decidió irse a México, donde permaneció un año como profesor en el Instituto de Ciencias Políticas en la Universidad Nacional Autónoma de México. La obtención del Premio Casa de las Américas con su ensayo Análisis funcional de la cultura motivó que Martínez Estrada viaje a Cuba en 1960, atraído, como muchos otros escritores e intelectuales latinoamericanos, por la reciente revolución.
El último período de la obra de Martínez Estrada estuvo notablemente influido por su interés en las ideas latinoamericanistas y antiimperialistas promovidas por la revolución cubana. Diferencias y semejanzas entre los países de América Latina (1962), un largo ensayo fijando paralelos con Asia y África, y el concepto emergente del Tercer Mundo, condenando el imperialismo y el colonialismo, fue el primero de esta serie de «escritos cubanos».
Desde septiembre de 1960 a noviembre de 1962, fue director del Centro de Estudios Latinoamericanos de la Casa de las Américas en La Habana. Formó así parte de la densa atmósfera intelectual de los primeros años de la revolución: allí se entrevistó con el Che Guevara, editó dos libros de discursos de Fidel Castro y estudió en profundidad la obra de José Martí, al que dedicó tres libros que solo se publicaron póstumamente. Sin embargo, debido a problemas económicos y de salud, Martínez Estrada decidió regresar a su país el 21 de noviembre de 1962, radicándose nuevamente en Bahía Blanca.
De regreso en Argentina, se encontró con el recelo de varios amigos y colegas. Como a José Bianco, su acercamiento al socialismo cubano le costó el rechazo de Victoria Ocampo, quien expulsó a ambos del Grupo Sur, a pesar de lo cual se siguieron escribiendo. En contraparte, atrajo a una generación más joven, y su apoyo a la revolución contribuyó a hacer su nombre más conocido en otros países hispanoamericanos. Durante 1963 editó otros tres libros que recogían ideas e impresiones de su experiencia cubana: En Cuba y al servicio de la revolución cubana, El verdadero cuento del Tío Sam y El nuevo mundo, la isla de Utopía y la isla de Cuba. En este último ensayo relaciona a Cuba y su idea de un «destino manifiesto» con la Utopía de Tomás Moro, y a los taínos con los amaurotos. Un año después, publicó un último trabajo crítico, dedicado a Balzac, Realidad y fantasía en Balzac, y su poemario Tres poemas del anochecer.
Con su salud gravemente quebrantada, Martínez Estrada falleció en su casa el 4 de noviembre de 1964, a los sesenta y nueve años; desde 1970 sus restos descansan en un mausoleo diseñado por Carlos de la Cárcova que custodia una escultura suya, en el cementerio de Bahía Blanca. Uno de sus poemas le sirve de epitafio: «Se despertó de repente / y se asombró al encontrarse / viviendo, sencillamente».
La fecundidad literaria de Martínez Estrada, de sobra demostrada mientras vivió, ha permitido que se publique una ingente cantidad de obras póstumas. Entre ellas, podemos mencionar otros títulos que completan la «serie cubana», como La poesía afrocubana de Nicolás Guillén (1966) y los tres volúmenes dedicados a José Martí (Martí: el héroe y su acción revolucionaria, 1966; Martí revolucionario, 1967; y La doctrina, el apóstol, 2001), y colecciones de ensayos y biografías críticas: En torno a Kafka y otros ensayos (1967), Para una revisión de las letras argentinas (1967) o Leopoldo Lugones: retrato sin retocar (1968). También se vio reivindicada su faceta narrativa, ya que en 1975 se reunieron sus Cuentos completos, reeditados en 2015 en una colección del Fondo de Cultura Económica dirigida por Ricardo Piglia, mismo año que la editorial independiente Interzona, que ha reeditado algunos títulos de Martínez Estrada, publicó Conspiración en el país de Tata Batata, una novela que el autor dejó inconclusa y que había permanecido inédita hasta ese momento.

## Obra
Los intereses de Martínez Estrada se evidencian en los autores que aborda (Nietzsche, Montaigne, Kafka) pero su compromiso se vislumbra sobre todo en su visión sobre Argentina y Latinoamérica toda. 
En sus escritos sobre Domingo Faustino Sarmiento, él rescata la dicotomía de «civilización y barbarie» desde un agudo análisis sobre la dudosa virtud de la civilización; visión que, desde Sarmiento y la mayoría de sus contemporáneos, y aún hoy (en gran parte de los trabajos canónicos existentes sobre el tema) se trata de ocultar y que, en Martínez Estrada, en cambio, ya se puede rastrear en sus escritos más tempranos. 
Escribiendo acerca del naturalista Guillermo Enrique Hudson, Martínez Estrada sostenía una idea particular sobre el retorno a un mundo natural paradisíaco, además de describir, en otros trabajos, la creciente e imparable civilización como ultrasalvajismo, y las políticas liberales del siglo xix como aberraciones que llegan a su cúspide con la Conquista del Desierto, que él nombra como «holocausto».
Compartía con su contemporáneo Horacio Quiroga los padecimientos sobre la mediocridad y la injusticia, deshumanización de la sociedad contemporánea industrial / tecnológica. Y, como José Martí, creía que un escritor debe intervenir e influenciar sobre el mundo. Así, hacia el final de su vida, apoya la revolución cubana; y aporta sus Catilinarias, escritos muy críticos sobre la política y la cultura argentina.

### Poesía
- Oro y piedra (1918)
- Nefelibal (1922)
- Motivos del cielo (1924)
- Argentina (1927)
- Humoresca (1929)
- Coplas del ciego (1959)
- Otras coplas del ciego (1959)
- Tres poemas del anochecer (1964)

### Narrativa
- La inundación (1943)
- Marta Riquelme. Examen sin conciencia (1956)
- Sábado de gloria (1956)
- Tres cuentos sin amor (1956)
- La tos y otros entretenimientos (1956)
- Cuatro novelas (1968)
- Cuentos completos (1975)
- Conspiración en el país de Tata Batata (2015)

### Teatro
- Títeres de pies ligeros (1929)
- Tres dramas: Lo que no vemos morir. Sombras. Cazadores (1957)

### Ensayos, biografías y escritos políticos
- Radiografía de la pampa (1933)
- La cabeza de Goliat (1940)
- Sarmiento (1946)
- Panorama de las literaturas (1946)
- Los invariantes históricos en el Facundo (1947)
- Nietzsche (1947)
- Muerte y transfiguración de Martín Fierro (1948)
- El mundo maravilloso de Guillermo Enrique Hudson (1951)
- ¿Qué es esto? (1956)
- Cuadrante del pampero (1956)
- Las 40 (1957)
- Exhortaciones (1957)
- El hermano Quiroga (1957)
- Heraldos de la verdad (1958)
- Análisis funcional de la cultura (1960)
- Diferencias y semejanzas entre los países de la América Latina (1962)
- En Cuba y al servicio de la revolución cubana (1963)
- El verdadero cuento del Tío Sam (1963)
- El Nuevo Mundo, la isla de Utopía y la isla de Cuba (1963)
- Realidad y fantasía en Balzac (1964)
- La poesía afrocubana de Nicolás Guillén (1966)
- Martí: el héroe y su acción revolucionaria (1966)
- Martí revolucionario (1967)
- En torno a Kafka y otros ensayos (1967)
- Para una revisión de las letras argentinas (1967)
- Leopoldo Lugones: retrato sin retocar (1968)
- Meditaciones sarmientinas (1968)
- Leer y escribir (1969)
- Panorama de los Estados Unidos (1985)
- La doctrina, el apóstol (2001)
- Paganini (2001)
- Lírica social amarga. Últimos e inéditos escritos de EME sobre técnica, ciudad, paradoja, ajedrez (2003)
- Filosofía del ajedrez (2008)

El ensayo enuncia la realidad de geografía humana al describirla según sus características y desde una actitud de cercanía física. Se cumple el propósito enunciativo y la posición del expositor se dramatiza en la descripción. La descripción es aquí un acto de plástica verbal, es decir poesía.
Alberto Paredes

### Epistolario
- Epistolario. Correspondencia con Victoria Ocampo (2013)
- Correspondencia con Horacio Quiroga (2017), editada con el ensayo El hermano Quiroga.

## Homenajes
- A pesar de que durante su vida, y especialmente tras su muerte, la figura y la obra de Martínez Estrada fueron blanco de críticas (véase el ensayo Martínez Estrada, una rebelión inútil de Juan José Sebreli, de 1960), ha sido reivindicado por varios autores como uno de los mejores escritores argentinos, no solo por sus ensayos y textos críticos, también por su narrativa y su poesía:

Su admirable poesía ha sido borrada por una vasta obra en prosa, por libros como Radiografía de la pampa (1933), Sarmiento (1946) y Muerte y transfiguración de Martín Fierro (1948). Su visión de la patria fue melancólica; los hechos ulteriores la confirman. Lugones le confió que estaba de acuerdo con él, pero que hay cosas que no deben decirse porque pueden desalentar a la gente.
Jorge Luis Borges

Allá en el Buenos Aires de los años cuarenta, los jóvenes de mi generación y de mis gustos descubrieron pronto a Ezequiel Martínez Estrada.(...) A los ensayos siguió nuestro descubrimiento de Martínez Estrada como narrador: La inundación nos impresionó, como ya nos había impresionado su obra poética (la Humoresca quiroguiana, por ejemplo). Y aunque en esos años vivíamos bajo el hechizo más lírico de un Ricardo Molinari e incluso de un Francisco Luis Bernárdez, la obra de don Ezequiel nos colmaba en un plano muy especial, el de ese rigor exploratorio con que el poeta y el filósofo andaban de la mano como alguna vez los presocráticos, y a la vez el de una argentinidad que en muchos casos seguía faltando entre nosotros, sacudidos como estábamos por los grandes ciclones franceses, ingleses y alemanes que llenaban las librerías en traducciones casi siempre horrendas.
Julio Cortázar

Martínez Estrada (...) aparecía como situado al filo tanto de Sur como de La Nación; era un tolerado allí dentro cada vez más solitario, que acumulaba rencores y lucidez, saludablemente agresivo y al borde del retiro permanente. Incluso, a veces pensábamos que se lo podía llevar a una ruptura y a una redefinición calculando que por algo su temática era lo que más coincidía con nuestras preocupaciones fundamentales; y si bien Radiografía... resultaba excesivamente impresionista o epigramática, Muerte y transfiguración de Martín Fierro parecía una rectificación, en 1948, mucho más descarnada, historizada y penetrante que el trabajo de 1933.
David Viñas

Martínez Estrada es uno de los escritores argentinos más importantes en el siglo XX. En su obra abraza los tres gestos, la poesía, la narración y el ensayo. En poesía fue un discípulo tardío de Lugones. En ese sentido pertenece al período que nosotros los argentinos llamamos posmodemismo. También fue narrador, pero quizá fue más conocido como ensayista. Sus ensayos más conocidos son La cabeza de Goliat y Radiografia de la pampa, pero es también autor de Muerte y transfiguracián de Martín Fierro y de la biografía de Guillermo Enrique Hudson.
Noé Jitrik

Ezequiel Martínez Estrada, escritor universalista de la condición argentina, inventor de formas narrativas y ensayísticas emancipadas, autor de estudios decisivos sobre el Martín Fierro, la pampa y la ciudad, Kafka y Montaigne y la turbada historia nacional, también partidario de una teoría de la lectura –la lectura conmocionante y curadora– que se entrelaza con las más modernas perspectivas de la crítica literaria actual.
Horacio González

- Da la impresión que la ciudad de Buenos Aires traduce una terrible melancolía, pero por otro lado esas generales lleva a pensar que si se la enrollara con el pavimento se la podría poner en cualquier otro lugar, esa idea sugiere a Martínez Estrada, un autor que usted no menciona demasiado.
- ¿Que no menciono demasiado?, creo que soy uno de los que más menciona a Martínez Estrada, siempre lo pongo como uno de los grandes escritores argentinos, sobre todo por un libro que me parece absolutamente extraordinario como lo es Muerte y transfiguración de Martín Fierro, creo que es una summa extraordinaria sobre la cultura argentina del siglo XIX y la poesía gauchesca, más que Radiografía de la pampa, que también es un libro extraordinariamente interesante como todo lo que escribe Martínez Estrada; conozco sus poemas, sus cuentos y muchos de sus libros de ensayo, aunque no todos porque su obra es un poco inagotable, como Marta Riquelme, que me parece uno de los mejores cuentos de la literatura argentina. Martínez Estrada es, para mí, uno de los más grandes escritores argentinos, a veces lo nombro, otras no lo hago, como decía Borges lo primero que se nota en una lista son las omisiones.
Juan José Saer

Imagino que la extraordinaria calidad de estos cuentos es lo que explica su lugar secundario —y casi invisible— en la narrativa argentina actual. Son demasiado buenos y por eso no encuentran su lugar. Historias de un pesimismo puro, tienen un aire trágico que las aleja de la poética lúdica y exhibicionista que domina nuestra literatura desde Borges y Cortázar. Los relatos sin salida pero serenos de Ezequiel Martínez Estrada acumulan bíblicamente desgracias y desdichas en una sucesión irónica de catástrofes, grotescas y un poco cómicas, a la manera de Flannery O'Connor o de Thomas Bernhard.
Ricardo Piglia

- En 1968 Agustina Morriconi creó la Fundación Martínez Estrada, con sede en la casa que habitaron con su esposo desde 1949 hasta su muerte, y que desde 1991 funciona como casa - museo, que conserva el mobiliario, la biblioteca, originales y papeles de trabajo del escritor. La casa está abierta al público los domingos entre las 15 y las 18.[14][29]
- En 1993 la Fundación EME organizó el Primer Congreso Internacional sobre la vida y la obra de Ezequiel Martínez Estrada (del 14 al 18 de septiembre) a 60 años de la edición de Radiografía de la pampa.[30]
- En 1995 la Fundación organizó el Segundo Congreso Internacional sobre la vida y la obra de Ezequiel Martínez Estrada (del 14 al 16 de septiembre) en el centenario del nacimiento del escritor.[30]

- Desde el año 2000, la Casa de las Américas otorga un premio honorífico en la categoría de ensayo con su nombre.[31]
- En 2004, en la Biblioteca Nacional de la República Argentina, ésta institución y la Fundación EME organizaron la Muestra "Ezequiel Martínez Estrada. Alegorías, intuiciones y blasfemias argentinas" del  17 de noviembre de 2004 al 30 de marzo de 2005, publicando un catálogo ilustrado  y se exhibió el video Ezequiel Martínez Estrada, artista y pensador (Nidia Burgos-Alberto Freinquel, 1999).[32] Esa muestra se trasladó a Bahía Blanca y se exhibió en la Casa de la Cultura de la UNS del 11 de abril al 30 de mayo de 2007.

- En 2010, el director de la Biblioteca Nacional, Horacio González, cambió el nombre de la Hemeroteca, llamada Gustavo Martínez Zuviría, por el de Ezequiel Martínez Estrada.
- En 2013 la Fundación organizó el Tercer Congreso Internacional sobre la vida y la obra de Ezequiel Martínez Estrada (del 12 al 14 de septiembre).

- En 2014, Christian Ferrer publicó  La amargura metódica: vida y obra de Ezequiel Martínez Estrada, una biografía ricamente documentada del escritor, en el marco de una revalorización de su obra, con la reedición de varios trabajos y la aparición de textos inéditos, incluyendo un Epistolario que recoge su correspondencia con Victoria Ocampo.[16][33]

## Premios y reconocimientos
- 1932 - 1.er. Premio Nacional de Literatura por Humoresca y Títeres de pies ligeros
- 1933 - 1934 - Presidente de la Sociedad Argentina de Escritores (SADE)
- 1937 - 2.º Premio Nacional de Literatura por Radiografía de la pampa
- 1942 - 1946 - Presidente de la SADE
- 1947 - Premio de Honor de la SADE
- 1949 - Miembro de la Academia de Historia de La Habana.[34]
- 1949 - Grado de 'Caballero' otorgado por la Orden Nacional de Mérito “Carlos Manuel Céspedes” de Cuba.[35]
- 1949 -  SADE apunta su nombre como candidato al Premio Nobel
- 1957 - Presidente de la Liga Argentina por los Derechos del Hombre.
- 1960 - Premio Casa de las Américas por Análisis funcional de la cultura

## Audiovisuales
- Martínez Estrada es autor de la letra del Himno de la UNS, que fue estrenado el 3 de diciembre de 1958.[36][37]
- La cosecha (1970). Obra llevada al cine dirigida por Marcos Madanes.

## En la cultura popular
Martínez Estrada aparece retratado como un personaje en la historieta argentina histórica/biográfica Vida del Che (1968), creada por el guionista HGO junto a los artistas Alberto y Enrique Breccia.